# Chambave
Chambave là một đô thị tại vùng tự trị thung lũng Aosta phía bắc Ý. Đô thị này có diện tích 21 km², dân số 945 người..
Đô thị này có làng trực thuộc: Arlier, Septumian, Margnier, Vallery, Thuy, Verthuy, Tercy, Poyaz, Parleaz, Clapey, Aier, Champlan, Jovençanaz, Praz, Promassaz, Ronchére, Champagne, Chandianaz, Cesséyaz, Pilliolet, La Poya, Moncharey, Croux, Guichet, Ollières, Goillaz, Les Fosses, Grenellaz, La Meyaz, Perret, La Plantaz, Protorgnet.
Đô thị này giáp các đô thị sau: Champdepraz, Fénis, Pontey, Saint-Denis, Verrayes.

## Biến động dân số
| Allein • Antey-Saint-André • Aoste • Arnad • Arvier • Avise • Ayas • Aymavilles • Bard • Bionaz • Brissogne • Brusson • Challand-Saint-Anselme • Challand-Saint-Victor • Chambave • Chamois • Champdepraz • Champorcher • Charvensod • Châtilon • Cogne • Courmayeur • Donnas • Doues • Emarèse • Etroubles • Fontainemore • Fénis • Gaby • Gignod • Gressan • Gressoney-La-Trinité • Gressoney-Saint-Jean • Hône • Introd • Issime • Issogne • Jovençan • La Magdeleine • La Salle • La Thuile • Lillianes • Montjovet • Morgex • Nus • Ollomont • Oyace • Perloz • Pollein • Pont-Saint-Martin • Pontboset • Pontey • Pré-Saint-Didier • Quart • Rhêmes-Notre-Dame • Rhêmes-Saint-Georges • Roisan • Saint-Christophe • Saint-Denis • Saint-Marcel • Saint-Nicolas • Saint-Oyen • Saint-Pierre • Saint-Rhémy-en-Bosses • Saint-Vincent • Sarre • Torgnon • Valgrisenche • Valpelline • Valsavarenche • Valtournenche • Verrayes • Verres • Villeneuve |